# Charles E. Hart

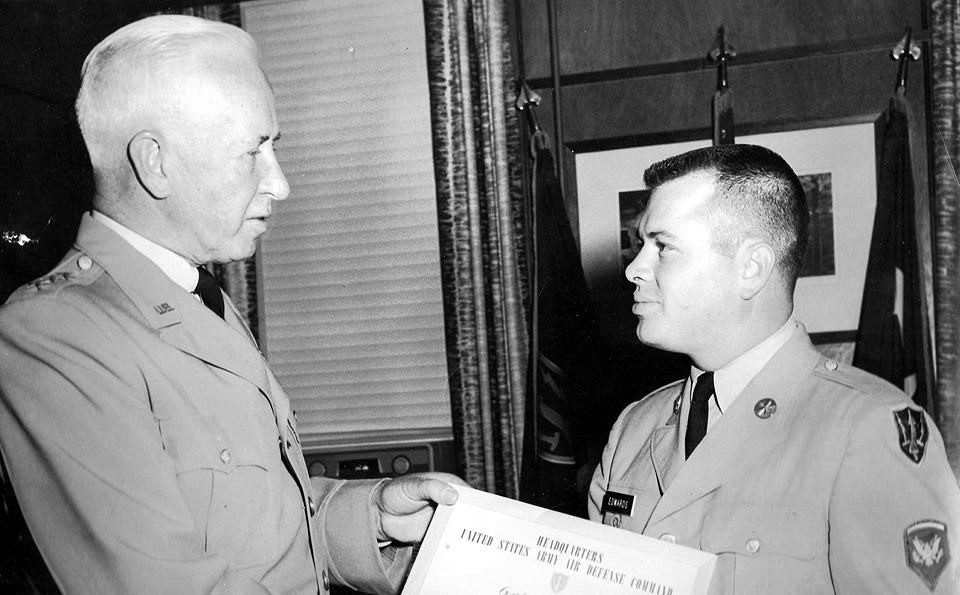
Generalleutnant Charles E. Hart (links) bei der Verleihung einer Auszeichnung (1960).

Charles Edward Hart (* 17. Juni 1900 in Fort Washington, Maryland; † 9. Dezember 1991 in Fort Belvoir, Virginia) war ein US-amerikanischer Offizier der US Army, der unter anderem als Generalleutnant zwischen 1954 und 1956 Kommandierender General des V. Korps (V Corps), von 1956 bis 1957 Kommandeur der Zweiten US-Armee (Second US Army) sowie zuletzt zwischen 1957 und 1960 Oberkommandierender des Luftverteidigungskommandos des Heeres (Army Air Defense Command) war.

## Leben

### Offiziersausbildung und Zeit bis zum Ersten Weltkrieg
Charles Edward Hart, Sohn von Oberst Dr. James William Hart und Grace Duncan Hart, zog 1910 mit seinen Eltern nach Washington, D.C., wo sein Vater als Arzt am Veteran’s Hospital sowie seine Mutter Pflegedienstleiterin am Children’s Hospital tätig war. Nach dem Besuch der Western High School begann er am 1. Juli 1920 eine Offiziersausbildung an der US Military Academy in West Point, die er 1924 abschloss. Während dieser Zeit war Douglas MacArthur Superintendent der US Military Academy. Im Anschluss wurde er 1924 in die US Army als Leutnant (Second Lieutenant) des in Fort Sam Houston stationierten 4. Feldartillerieregiments (4th Field Artillery Regiment) übernommen, das kurz darauf nach Fort McIntosh in Texas an der Grenze zu Mexiko verlegt wurde. Er war dort zunächst Adjutant des 4th Field Artillery Regiment sowie im Anschluss Adjutant in dem ebenfalls in Fort McIntosh stationierten 3rd Field Artillery Regiment, ehe er zuletzt Batteriechef der Batterie für rückwärtige Dienste dieses Regiments. 
1928 wurde Hart als Offizier zum Standort Fort Knox versetzt und dort 1929 zum Oberleutnant (Fierst Lieutenant) befördert. Danach wurde er zum 16. Feldartillerieregiment (16th Field Artillery Regiment) nach Fort Myer in Virginia versetzt und besuchte zwischen 1930 und 1931 einen Lehrgang für Batterie-Offiziere an der Feldartillerieschule (US Field Artillery School) in Fort Sill. Im Juni 1931 wechselte er zunächst zum 8. Feldartillerieregiment (8th Field Artillery Regiment) und war daraufhin zwischen 1932 und 1933 Offizier in der 11. Artilleriebrigade (11th Artillery Brigade). Nachdem er von 1933 bis 1934 Offizier im 8. Artillerieregiment war, fand er zwischen 1934 und 1935 Verwendung im 18. Artillerieregiment (18th Artillery Regiment). 1935 wurde er zur US Military Academy versetzt und war dort nach seiner Beförderung zum Hauptmann (Captain) Chef der A-Batterie sowie Artillerie-Ausbilder. 1940 wechselte er als Ausbilder an die US Field Artillery School in Fort Sill und war dort bis 1942 tätig. In dieser Zeit erhielt er am 31. Januar 1941 zunächst den vorübergehenden Rang eines Majors und wurde am 12. Juni 1941 zum Major befördert.

### Zweiter Weltkrieg
Nach dem Eintritt der USA in den Zweiten Weltkrieg am 8. Dezember 1941 wurde Charles E. Hart aufgrund des mangels an qualifizierten Offizieren für Kommandeursfunktionen am 24. Dezember 1941 Oberstleutnant der Army of the United States (AUS), die der Eingliederung von Wehrpflichtigen in den Dienst dient, die den professionellen Kern der Bodenstreitkräfte (United States Army) ergänzen sollen. Danach besuchte er zwischen Februar und Juni 1942 die Command and General Staff School (CGSC) in Fort Leavenworth und kehrte kurzzeitig als Instrukteur für Taktik an die US Field Artillery School zurück. Daraufhin wurde er im Juni 1942 als Artillerieoffizier zum II. US-Korps (II Corps) versetzt, wo er im Stab an der Planung der Operation Torch beteiligt war, der am 8. November 1942 begonnenen britisch-amerikanischen Invasion in Französisch-Nordafrika während des Zweiten Weltkrieges. Zur Zeit der Operation war das II. Corps unter Generalmajor Lloyd Fredendall die zentrale Eingriffstruppe (Central Task Force) für die Invasion in Algier. In der Folgezeit war Hart bis August 1943 Kommandeur der Artillerietruppe des II. Korps. Als solcher wurde er am 12. Januar 1943 Oberst der Army of the United States und nahm am Vormarsch auf Tunis, der Schlacht von Sidi Bouzid (14. bis 17. Februar 1943) sowie der Schlacht am Kasserinpass (19. bis 22. Februar 1943) teil. Nach den Niederlagen der Alliierten bei diesen Schlachten wurde Generalmajor Fredendall am 6. März 1943 von seinem Posten als Kommandierender General des II. Korps entbunden und von Generalleutnant George S. Patton abgelöst, während Generalmajor Omar N. Bradley stellvertretender Kommandierender General wurde. Er verbesserte die Artillerie-Operationen aufgrund seiner Erfahrungen durch Luftbeobachtungen und erhielt durch Patton die Genehmigung für die Aufnahme eines Artillerie-Luftbeobachtungsoffiziers in seinen Stab, einen Posten den am 8. März 1943 Oberstleutnant Delbert L. Bristol übernahm und damit die erste Corps Air Artillery Section in der gesamten US-Armee entwickelte. Er wurde für seine dortigen Verdienste erstmals mit dem Legion of Merit ausgezeichnet.
Nach der Operation Husky, der alliierte Invasion Siziliens ab dem 10. Juli 1943 und Auftakt des Italienfeldzuges im Zweiten Weltkrieg, wurde Hart Kommandeur der Artillerietruppen der Ersten US-Armee (First US Army) und behielt diese Funktion bis August 1946. In dieser Zeit nahm er an den Kriegseinsätzen in Europa teil und wurde am 15. August 1944 Brigadegeneral der Army of the United States. Nach dem Ende der Kampfhandlungen auf dem europäischen Kriegsschauplatz wurde er noch im Pazifikkrieg eingesetzt und wurde für seine Verdienste als Artillerieoffizier der Ersten US-Armee sowohl mit der Army Distinguished Service Medal als auch erneut mit dem Legion of Merit ausgezeichnet.

### Nachkriegszeit und Aufstieg zum Generalleutnant

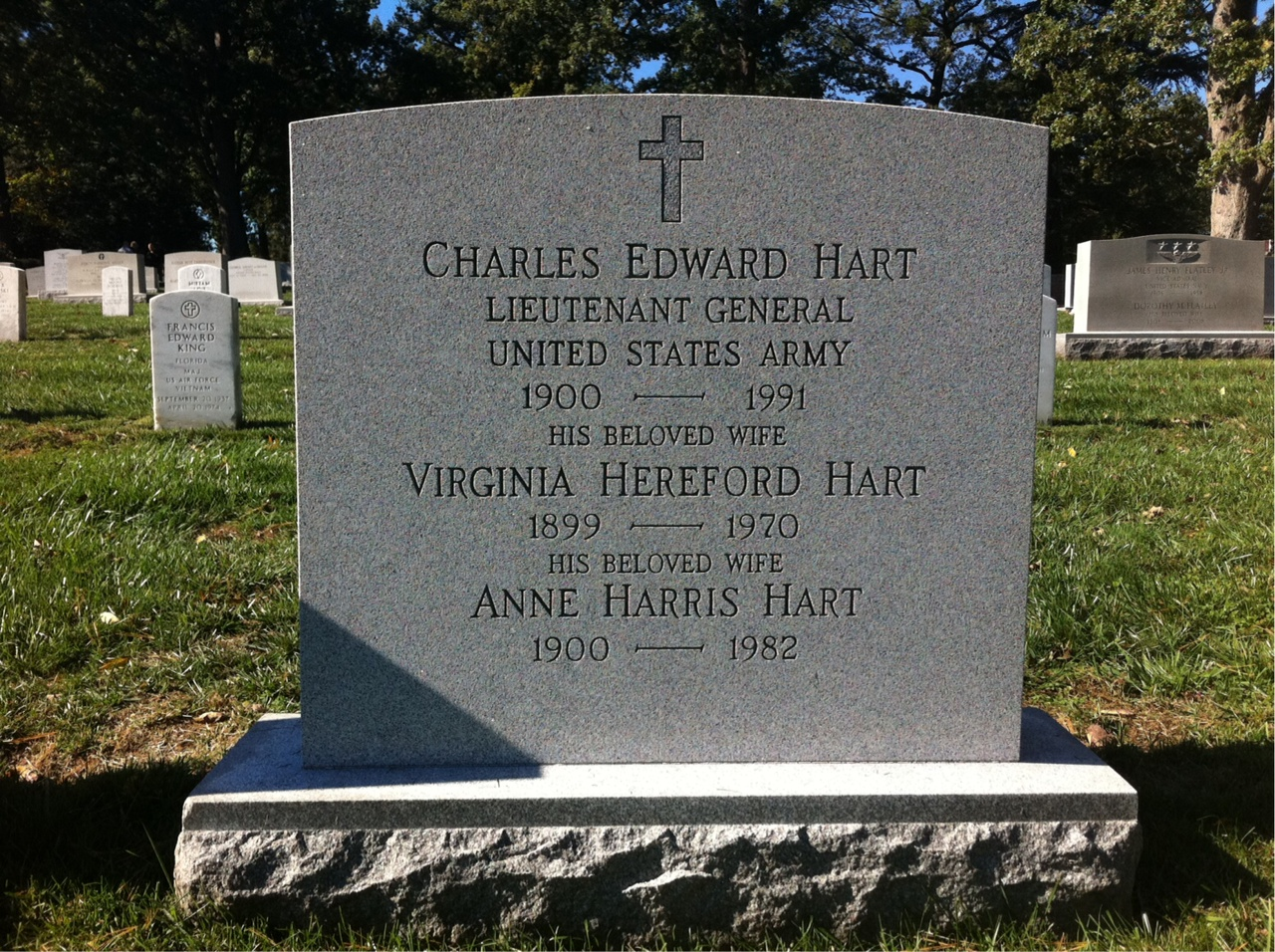
Grabstätte von Generalleutnant Charles E. Hart auf dem Nationalfriedhof Arlington.

Nach der Gründung des National War College (NWC) in Fort Lesley J. McNair am 1. Juli 1946 gehörte Hart zu dessen ersten Absolventen.  Im Anschluss wurde er stellvertretender Chef des Stabes der Ersten US-Armee für Operationen und behielt diese Funktion bis September 1947. Während dieser Zeit wurde er am 12. Juni 1947 zum Oberstleutnant (Lieutenant-Colonel) befördert. Er war danach zwischen September 1947 und Dezember 1949 Assistierender Kommandant des Zentrums für Flugabwehr und Lenkflugkörper (Anti-Aircraft & Guided Missile Center) der Artillerieschule in Fort Bliss und wurde dort am 10. Juni 1948 zum Oberst (Colonel) befördert. Im Dezember 1949 wurde er Kommandeur der Artillerietruppen der zum Europakommando gehörenden und in der Bundesrepublik Deutschland stationierten 1. US-Infanteriedivision (1st Infantry Division) und behielt diesen Posten bis 1950. Danach war er zwischen 1950 und 1951 Kommandeur der Artillerietruppen der ebenfalls in Europa stationierten Siebten US-Armee (Seventh US Army) sowie von 1951 bis 1953 Chef der Militärischen Unterstützungs- und Beratungsgruppe in Griechenland (Military Assistance Advisory Group to Greece). In dieser Verwendung erfolgte 1952 seine Beförderung zum Generalmajor (Major-General).
Ende 1953 kehrte Charles E. Hart in die USA zurück und fungierte bis 1954 als Kommandant des Artilleriezentrums sowie der Artillerieschule (Artillery Center & Artillery School) in Fort Sill. Fünf Monate später wurde er am 18. Juni 1954 als Generalleutnant (Lieutenant-General) Kommandierender General des V. Korps (V Corps) in Fort George G. Meade und damit Nachfolger von Generalmajor Ira P. Swift. Er verblieb in dieser Funktion bis zum 28. März 1956 und wurde daraufhin von Generalleutnant Lemuel Mathewson abgelöst. Am 12. April 1956 löste er Generalleutnant Floyd Lavinius Parks als Kommandeur der Zweiten US-Armee (Second US Army) und bekleidete diesen Posten bis zum 16. Oktober 1957, woraufhin Generalleutnant George Windle Read, Jr. seine Nachfolge antrat. Zuletzt war er zwischen Oktober 1957 und seinem Ausscheiden aus dem aktiven Militärdienst im Juli 1960 Oberkommandierender des Luftverteidigungskommandos des Heeres (Army Air Defense Command) in Colorado Springs. Für seine Verdienste in dieser Funktion wurde er am 12. August 1960 erneut mit der Army Distinguished Service Medal ausgezeichnet.
Nach seinem Eintritt in den Ruhestand nahm Hart eine Tätigkeit als Makler auf und war bis 1971 Vizepräsident des Maklerunternehmens Harris Upham and Company. Hart war drei Mal verheiratet. Aus seiner ersten 1925 geschlossenen Ehe mit Virginia Hereford Hart (1899–1970) gingen die Töchter Virginia Byrd, Susie Jane und Sally Anne Hart hervor. Nach dem Tode seiner ersten Ehefrau im April 1970 heiratete er 1973 Anne Earle Harris Hart (1900–1982). Nach deren Tode heiratete er schließlich 1983 in dritter Ehe Laura Carey Sibert, die im Oktober 1991 verstarb. Mit seiner dritten Ehefrau lebte er seit 1989 in der Fairfax Retirement Community in Fort Belvoir in Virginia, wo er am 9. Dezember 1991 im DeWitt Army Hospital an den Folgen einer Lungenentzündung verstarb. Nach seinem Tode wurde er auf dem Nationalfriedhof Arlington beigesetzt.

## Auszeichnungen
Auswahl der Auszeichnungen, sortiert in Anlehnung der Order of Precedence of Military Awards:
- Army Distinguished Service Medal (2×)
- Legion of Merit (2×)